# Mick Mills
Michael Dennis "Mick" Mills MBE, född 4 januari 1949, är en engelsk före detta fotbollsspelare och tränare. Han var lagkapten för England under VM 1982 och är den som spelat flest matcher i historien för Ipswich Town.

## Klubbkarriär
Mick Mills startade i Portsmouth ungdomslag, men då klubben blev tvungen att lägga ner sin ungdomsverksamhet flyttade Mills till Ipswich Town. I sin nya klubb gjorde han A-lagsdebut redan som 17-åring i en match mot Wolverhampton Wanderers som Ipswich vann med 5-2. Det dröjde dock till 1969 innan han blev helt ordinarie i laget och 1971 blev han dessutom lagkapten. Efter att ha legat i toppen av ligan åren 1973-1977 slutade Ipswich på 16:e plats säsongen 1977/1978. I FA-cupen gick dock laget till final där de vann med 1-0 mot Arsenal. Laget repade sig då i ligan och slutade som top fem mellan 1978 och 1982. Säsongen 1980/1981 vann Ipswich UEFA-cupen efter totalt 5-4 mot AZ Alkmaar.
1982 fick Mills beskedet av tränaren Bobby Robson att hans kontrakt inte kommer förlängas. Mills lämnade då för Southampton i november för £40 000, efter 17 år och 741 matcher för Ipswich.
I Southampton spelade Mills tre säsonger innan han skrev på som spelande manager i Stoke City, där han spelade 38 ligamatcher innan han avslutade spelarkarriären.

## Internationell karriär
Mick Mills gjorde sin landslagsdebut för England i en match mot Jugoslavien under säsongen 1972/1973.
Till EM 1980 var Mills uttagen i Englands trupp. I gruppspelets två första matcher föredrog dock tränaren Ron Greenwood att spela med Kenny Sansom som vänsterback. Mills fick chansen i sista matchen mot Spanien, men trots att England lyckades vinna gick de inte vidare från gruppen.
I VM 1982 var Mills med, denna gång som högerback. Han blev även utnämnd till lagkapten i öppningsmatchen mot Frankrike efter att Kevin Keegan skadat sig. England gick vidare till det andra gruppspelet men efter två 0-0-matcher mot Västtyskland och Spanien åkte England ur turneringen.

## Tränarkarriär
1985 blev Mick Mills spelande tränare i Stoke City. Då var Stoke i ett väldigt dåligt läge, klubben hade just åkt ur högstaligan och ekonomin var usel. Han sålde därför den landslagsmeriterade Mark Chamberlain till Portsmouth för £300 000. Stoke fortsatte att sälja spelare nästa säsong, men med en ny ordförande frigjordes lite pengar till nya spelare, och Mills värvade bland annat Lee Dixon. Stoke låg ett tag på playoffplats men slutade till slut på en 8:e plats.
Stoke fortsatte att få mittenplaceringar och när han fick 1 miljon pund att köpa spelare för till säsongen 1989/90, var det hans sista chans. Dock inledde Stoke uselt och låg sist innan Mills fick sparken i november 1989.
1990 tog han istället över Colchester United, men blev sparkad bara efter några månader då Colchester blev nerflyttade till Conferencedivisionen. Han blev då anställd som scout av Sheffield Wednesday och senare som coach för Birmingham City.

## Meriter
Ipswich Town
- FA-cupen: 1978
- UEFA-cupen: 1981